# Isidro Corbinos
Isidro Corbinos Pantoque, né le 15 mai 1894 à Saragosse (Espagne) et mort le 30 janvier 1966 à Santiago du Chili, est un footballeur et journaliste sportif espagnol.

## Biographie
Établi en Catalogne, il joue brièvement au football pendant sa jeunesse. Lors de la saison 1914-1915, il joue deux matches avec le FC Barcelone et marque un but. Il joue ensuite au Catalonia de Manresa.
Il commence sa carrière de journaliste au quotidien Tribuna. Il travaille ensuite à El Mundo Deportivo et à La Vanguardia dont il est rédacteur en chef. En 1923, il dirige La Jornada Deportiva. Il publie un ouvrage sur la boxe en 1915 intitulé Boxeo.
En 1939, au terme de la Guerre civile espagnole, il s'exile au Chili à bord du navire Winnipeg. Au Chili, il devient professeur de journalisme à l'Université du Chili.
Le "Prix national de journalisme sportif Isidro Corbinos" est créé par le Cercle des journalistes sportifs du Chili.